# Wilhelm Kaulich
Wilhelm Kaulich (* 11. Februar 1833 in Wekelsdorf; † 20. Juni 1880 in Graz) war ein österreichischer Philosoph, Psychologe und Hochschullehrer.

## Leben
Kaulichs frühe Ausbildung ist unbekannt. Er studierte Philosophie an der Universität Prag. Dort stand er unter dem Einfluss von Anton Günther sowie Johann Heinrich Löwe, promovierte zum Dr. phil. und habilitierte sich dort 1857. Als Privatdozent erhielt er 1862 ein Reisestipendium für ein weiteres Studium an der Universität Göttingen, unter anderem bei Heinrich Ritter und Hermann Lotze.
1868 kam er als Skriptor an die Universitätsbibliothek Graz und wurde zugleich Privatdozent an der dortigen Universität. 1871 erfolgte seine Ernennung zum außerordentlichen Professor an der Universität Graz.

## Werke (Auswahl)
- Geschichte der scholastischen Philosophie, Tempsky, Prag 1863.
- Handbuch der Logik, Lehmann, Prag 1869.
- Handbuch der Psychologie, Leykam, Graz 1870.
- System der Metaphysik, Tempsky, Prag 1874.
- System der Ethik, Tempsky, Prag 1877.